# Orkhontuul, Selenge
Orkhontuul (tiếng Mông Cổ: Орхонтуул) là một sum của tỉnh Selenge ở miền bắc Mông Cổ. Vào năm 2008, dân số của sum là 2.952 người.

## Địa lý
Sum có diện tích khoảng 2.940,83 km2. Trung tâm sum, cũng mang tên Orkhontuulm, nằm cách tỉnh lỵ Sükhbaatar 200 km và cách thủ đô Ulaanbaatar 220 km.
Khoáng sản bao gồm quặng sắt và vật liệu xây dựng.

### Khí hậu
Nhiệt độ trung bình hàng năm trong khu vực là 4 °C. Tháng ấm nhất là tháng 7, khi nhiệt độ trung bình là 26 °C và lạnh nhất là tháng 1, với −22 °C. Lượng mưa trung bình hàng năm là 479 mm. Tháng ẩm ướt nhất là tháng 6, với lượng mưa trung bình là 109 mm, và tháng khô nhất là tháng 2 với lượng mưa 2 mm.

## Kinh tế
Sum có một xưởng máy kéo, trường học và bệnh viện.